# ريان شور
ريان شور (بالإنجليزية: Ryan Shore)‏ (و. 1974  م) هو ملحن، وموزع (موسيقى)، وعازف جاز، وعازف ساكسفون، ومؤلفو موسيقى تصويرية كندي، ولد في تورونتو، يستخدم آلات ساكسفون.

## التعليم
تعلم في كلية باركلي للموسيقى.

## وصلات خارجية
- ريان شور على موقع IMDb (الإنجليزية)
- ريان شور على موقع ألو سيني (الفرنسية)
- ريان شور على موقع ميوزك برينز (الإنجليزية)
- ريان شور على موقع أول موفي (الإنجليزية)
- ريان شور على موقع قاعدة بيانات الأفلام السويدية (السويدية)
- ريان شور على موقع ديسكوغز (الإنجليزية)
- ريان شور على موقع قاعدة بيانات الفيلم (الإنجليزية)
- ريان شور على موقع كينوبويسك (الروسية)